# Герберт Вернер
Герберт Вернер (нім. Herbert Werner; 13 травня 1920, Фрайбург, Веймарська республіка — 6 квітня 2013, Віро-Біч, США) — німецький офіцер-підводник, оберлейтенант-цур-зее крігсмаріне.

## Біографія
1 грудня 1939 року вступив на флот. В квітні-листопаді 1941 року пройшов практику вахтового офіцера на підводному човні U-557, після чого продовжив навчання. В травні-серпні 1942 року — 1-й вахтовий офіцер на U-612, з жовтня 1942 по грудень 1943 року — на U-230. В січні-квітні 1944 року пройшов курс командира човна. З 17 квітня 1944 року — командир U-415, на якому здійснив 2 походи (разом 6 днів у морі). 14 липня U-415 затонув у Бресті (48°22′ пн. ш. 04°29′ зх. д.), підірвавшись на міні британського мінного поля Jellyfish No. 5. 2 члени екіпажу загинули, решта (включаючи Вернера) були врятовані. Після цього він був переданий в розпорядження 1-ї флотилії. З серпня 1944 по квітень 1945 року — командир U-953, на якому здійснив 3 походи (разом 94 дні в морі). В квітні переданий в розпорядження 33-ї флотилії. В травні взятий в полон. В жовтні 1945 року звільнений. Згодом вступив у Французький іноземний легіон. В 1957 році переїхав у США і отримав американське громадянство. Автор мемуарів «Залізні труни», які стали бестселером.

## Звання
- Кандидат в офіцери (1 грудня 1939)
- Морський кадет (1 травня 1940)
- Фенріх-цур-зее (1 листопада 1940)
- Оберфенріх-цур-зее (1 листопада 1941)
- Лейтенант-цур-зее (1 травня 1942)
- Оберлейтенант-цур-зее (1 грудня 1943)

## Нагороди
- Нагрудний знак мінних тральщиків (1940)
- Нагрудний знак підводника (20 вересня 1941)
- Залізний хрест
  - 2-го класу (1943)
  - 1-го класу (18 грудня 1943)